# Monoscutum
Monoscutum is een geslacht van hooiwagens uit de familie Monoscutidae.
De wetenschappelijke naam Monoscutum is voor het eerst geldig gepubliceerd door Forster in 1948. 

## Soorten
Monoscutum is monotypisch en omvat slechts de volgende soort:
- Monoscutum titirangiensis